# Бурзе
Бурзе или Калат Мирза (на арабски: قلعة ميرزا, Qalʿat Barzūyā, قلعة مرزة, Qalʿat Marza) е средновековен замък в Сирия, мухафаза Идлиб. Той е най-източния защитен пост на кръстоносците в долината на Оронт.

## География и архитектура
Той е разположен на границата между крайбрежните планини и долината Габ, на 25 км от Джиср-Ал-Шугур, на надморска височина от 450 метра. В архитектурно отношение замъкът е укрепен хълм с форма на триъгълник. Южната и източната фасади са защитени от дълбоки клисури. Под западния склон през август 2010 г. е построен път, който води до жилищните археологически руини на средновековното село. Посетителят трябва да се изкачи пеша на хълма (~100 вертикални метра), за да стигне до замъка. Бурзе разполага с двадесет и една отбранителни кули, няколко бастиона за стрелци с лък, подземни помещения, водохранилище и една малка църква.

## История и значение
През 63 преди новата ера военна кампания в района провежда Гней Помпей Велики, при която за първи път се споменава хълмово укрепление под името Лизия (Lysias). Надписи и сведения за замъка са датирани от Византийската епоха и продължават до XI век. След византийското владичество и битката при Манцикерт през 1071 г. замъкът попада в ръцете на Айюбидите, които строят допълнителни кула в арабски стил. През 1103 след Първия кръстоносен поход стратегически важното укрепление е съществено подсилено, наречено Рошфор и е заето от кръстоносен гарнизон на Антиохийското княжество. Въпреки репутацията на непревземаем замък, до който е невъзможно да се доберат обсадни машини, Саладин го обсажда по време на кампанията си след битката при Хатин. Той разделя войските си на три части, които последователно и многократно атакуват на вълни Западната стена, с което изчерпа силите на кръстоносните защитници. На 23 август 1188 Саладин завладява Бурзе и го отнема от Сибила III, съпруга на Боемунд III. Мамелюците овладяват Мирза по-късно и на свой ред укрепват южната кула. След това стратегическото значение на крепостта постепенно намалява.

## Ресурси
- Официален сайт на Хам, мухафаза, Сирия
- Jean Mesqui: Forteresses Médiévales au proche-orient, Quatre châteaux des Hospitaliers au nord du comté deTripoli perso.wanadoo.fr/jmsat.mesqui/1-Hospitaliers/ pdf/avant_propos.pdf
- Ross Burns: Monuments of Syria. I. B. Tauris Publishers. London/ New York, 1999
- Walter Zöllner: Geschichte der Kreuzzüge. VEB Deutscher Verlag der Wissenschaften. Berlin 1983
- Wolfgang Müller-Wiener: Burgen der Kreuzritter im heiligen Land. Deutscher Kunstverlag. München 1966
- Robin Fedden, John Thompson: Kreuzfahrerburgen im Heiligen Land
- Th. E. Lawrence: Crusader Castles. Revised edition. Oxford 1989
- Hugh Kennedy: Crusader castles. Cambridge University Press, 1995
- Thomas Biller: Burgen in den Kreuzfahrerstaaten- vom Adelssitz zur „Festung“ In: Burgen und Schlösser in Sachsen Anhalt. Heft 1. Halle/Saale 1992